# カルロ・ランバルディ
カルロ・ランバルディ（Carlo Rambaldi, 1925年9月15日 - 2012年8月10日）は、イタリア出身の視覚効果アーティストである。『エイリアン』（1979年）や『E.T.』（1982年）に参加している。
モンスターや動物などの特殊造形を始め、ロボット工学の技術を取り入れたアニマトロニクス効果や、メイクアップによる特殊メイクの技術など幅広いテクニックによるSFX効果でイタリア映画の技術向上に貢献し、イタリア人特殊効果技師としては初めてハリウッドに渡りアカデミー賞を受賞した。『E.T.』（1982年）と『エイリアン』（1979年）ではアカデミー視覚効果賞、『キングコング』（1976年）ではアカデミー特別業績賞を受賞。

## 経歴
イタリア王国エミリア＝ロマーニャ州ヴィガラーノ・マイナルダで生まれる。ジュゼッペ・ヴェルディの『ドン・カルロ』にちなんでカルロと名付けられた。
ボローニャ美術アカデミーで絵画を学びながら、電気機械工学、人体の骨格や筋肉を研究する。
1955年にカメラマンのアントニオ・ストゥルラに依頼され、海洋ドキュメンタリー映画のために機械仕掛けのチョウザメを造形したことで映画界と関わりを持つ。その後劇映画に進出し、ジャコモ・ジェンティローモ監督の『ジークフリード』（1957）で16メートルの火を吐くドラゴンを制作したのが実質的なデビューとされる。

### 1960年代
1960年代になるとイタリアで流行していた史劇映画でのモンスター造形や、特殊な美術装置、小道具、衣装の制作を手がける。1963年には専業の特殊効果アーティストとして工房を設立。ジョーゼフ・L・マンキーウィッツ監督の『クレオパトラ』（1963）では、衣装のさまざまな装飾や、機械仕掛けの蛇の造形とアニマトロニクスを担当。ブレイク・エドワーズ監督の『ピンクの豹』（1963）にも参加し、クライマックスのダンスシーンで使用される鎧の衣装を制作した。グァルティエロ・ヤコペッティ監督の『さらばアフリカ』（1966）では生首の造形を始め複数の特撮を担当。ジョン・ヒューストン監督の『天地創造』（1966）では美術装置の制作、ダミー人形の造形と操作、ノアの箱舟のモデル作成で参加している。ロジェ・ヴァディム監督の『バーバレラ』（1968）ではジェーン・フォンダが着用したプレキシガラス製の衣装、ジョン・フィリップ・ローが演じた天使パイガーの翼、人食い人形やさまざまな種類の奇妙な動物の造形を手がけた。マッシモ・プピッロ監督の『惨殺の古城』（1966）では機械仕掛けの蜘蛛の造形とアニマトロニクス、ならびに特殊メイクを担当 。マルコ・ヴィカリオ監督の『続・黄金の七人 レインボー作戦』（1967）では、長さ2.5メートルの電気潜水艦を始めとする秘密兵器の数々を制作。現在カルト映画となっているピエロ・スキヴァザッパ監督のブラック・コメディ『男女残酷物語/サソリ決戦』（1969）では数々の特殊効果や特殊造形を担当。ドゥッチョ・テッサリ監督の『荒野の大活劇』（1969）では列車の脱線シーンの特撮を手がけている。
その他、フェデリコ・フェリーニの『魂のジュリエッタ』（1965）、ジョゼフ・ロージー監督の『唇からナイフ』（1966）、ダミアーノ・ダミアーニ監督の″La strega in amore″（1966）、テレンス・ヤング監督の『残虐の掟』（1967）、クリスチャン・マルカン監督の『キャンディ』（1968）、セルジオ・ソリーマ監督の『狼の挽歌』（1969）などにも、美術装置やダミーの造形、アニマトロニクスなどの特撮で参加している。

### 1960～70年代、イタリアン・ホラーへの貢献
イタリア映画における特撮のパイオニアとされるマリオ・バーヴァの映画にも参加。とりわけSFホラー映画『バンパイアの惑星（恐怖の怪奇惑星）』（1967）と、スプラッター映画の原点とされる『血みどろの入江』（1971）での特殊効果が高く評価されている。『バンパイアの惑星』はビジュアルイメージが後に『エイリアン』（1979）に影響を与え、特殊メイクの技術を取り入れた『血みどろの入江』のスプラッター・シーンは後に『13日の金曜日』シリーズの初期作品に強く影響を与えた。『血みどろの入江』の特殊メイクにより、1973年のアボリアッツ国際ファンタスティック映画祭で最優秀特殊効果賞を受賞。
その他のバーヴァ監督作品では『処刑男爵』（1972）でジョゼフ・コットンの役柄である殺人鬼（スタントとして演じたのはバーヴァの助手だったフランコ・トッチ）の特殊メイクも担当。『黄金の眼』（1968）では主人公ディアボリックが身につけるスーツとマスクを作成し、『ロイ・コルト＆ウィンチェスター・ジャック』（1970）では機械仕掛けの蛇の造形とアニマトロニクス効果を担当している。バーヴァとはTV番組で共演し、『ロイ・コルト＆ウィンチェスター・ジャック』で使用されたと思われる蛇のアニマトロニクスを実演したこともある。また、バーヴァとともにイタリア放送協会製作の歴史ドラマ″Odissea″（1968）の特殊効果も担当している。
ランバルディは、映画での特殊効果が本物ではないことを裁判で証明するよう求められた、最初のイタリア人特殊効果アーティストでもあった。ルチオ・フルチ監督のジャッロ『幻想殺人』（1971）の特殊効果を担当した際、ランバルディが制作した劇中の解剖された犬の造形が生々しく説得力があったため、監督のルチオ・フルチは動物虐待の疑いで起訴された。ランバルディが法廷で映画の小道具一式を提示しアニマトロニクスを実演したことで、そのシーンが本物の動物ではないことが証明され、フルチは無罪判決を勝ち取った。
『幻想殺人』に続くルチオ・フルチのスリラー『マッキラー』（1972）にもクレジットなしで参加し、クライマックスで犯人が墜落死するシーンでのダミー人形の造形を行っている。
マリオ・バーヴァやルチオ・フルチの作品での特殊効果が話題となると、イタリアで製作されるホラー映画での特殊効果の依頼が多くなる。ジョルジョ・フェローニ監督『悪魔の微笑み』（1972）、リッカルド・フレーダ監督『ヨーロッパのある都市の警察のシークレットファイルより』（1972）、フランチェスコ・マッツェイ監督『尼僧院連続殺人/天井裏・のぞき穴の秘密』（1972）、エドワード・ドミトリクがイタリアに招かれて撮った『青ひげ』（1972）、ポール・モリセイがイタリアで監督した『悪魔のはらわた』（1973）及び『処女の生血』（1974）など数々のカルト的な恐怖映画で特殊効果を担当した。
ダリオ・アルジェント監督の『サスペリアPART2』（1975）でも特殊効果を担当し、機械仕掛けの自動人形、ミイラ化した死体、ガブリエーレ・ラヴィアの轢死シーンとマーシャ・メリルの刺殺シーンで使用されるダミー人形、クララ・カラマイのダミーヘッドなどを制作した。
その他、クレジットなしで参加した作品の一部として、ダリオ・アルジェント監督の『4匹の蝿』（1971 年）では、眼球の網膜を読み取ることができる装置を作成。アルベルト・デ・マルティーノ監督の『レディ・イポリタの恋人/夢魔』（1974）ではカルラ・グラヴィーナのダミーヘッドを造形。マッシモ・ダラマーノ監督の″La polizia chiede aiuto″（1974）でもダミー人形を作成。マリオ・ガリアッツォ監督『バージン・エクソシスト/甦る悪魔のエクスタシー』（1975年）では燃える十字架の特撮を担当。モンド映画『グレートハンティング』（1974）では人間がライオンに襲われるシーンでのダミー人形を制作した。

### 1970年代、イタリア映画時代
また、ルキノ・ヴィスコンティ監督の『ルートヴィヒ』（1972）の特撮にも参加している。ピエル・パオロ・パゾリーニ監督『カンタベリー物語』（1973年）では悪魔の造形と操作を担当。マルコ・フェレーリ監督『最後の晩餐』（1973年）ではマルチェロ・マストロヤンニとウーゴ・トニャッツィが嘔吐するシーンを撮影するためのダミーヘッドを作成。プピ・アヴァティ監督『男爵、聖女、イチジクのマズルカ』（1974）ではイチジクの大木を制作。パゾリーニ監督『アラビアンナイト』（1974）でも特殊造形を担当。ティント・ブラス監督『サロン・キティ』（1976）では妊婦のダミー人形を制作している。
イタリア放送協会で製作されたルイジ・コメンチーニ監督のTVシリーズ『ピノッキオの冒険』（1973）では製作者の依頼を受けて、機械で動くピノッキオの人形のデザインと設計を行い、試作品を制作した。しかし製作者はランバルディが提示した予算が高すぎると考え、発注を一方的に打ち切った上に産業スパイ行為を行う。ドラマの製作者に雇われたスパイがランバルディの工房に侵入してピノッキオの設計図と試作品を盗撮して持ち出し、ピノッキオの盗作品を制作した。結果として盗撮された設計図から作られたピノッキオは機械で動かすことができず、ドラマでは人形と子役の映像とを編集して誤魔化すことになった。ランバルディはイタリア放送協会相手に盗作の訴訟を起こして勝訴した。

### 『キングコング』（1976）
マリオ・バーヴァの推薦を受けて、ディノ・デ・ラウレンティスが製作したジョン・ギラーミン監督『キングコング』（1976）の特殊効果に参加する。ランバルディがデザイン、設計、エンジニアリングを行った機械仕掛けのキングコングは、高さ40フィート（12.2メートル）、重さ6ポンド（1/2⁠トン）に及ぶ巨大なものだった。
多額の費用と数ヶ月の準備期間を掛けたにもかかわらず、巨大キングコングの最終的な装置は納得のいくように動作させることが不可能であると判明。1976年8月にニューヨークでコングの脱出を撮影中に、キングコング内部の油圧パイプが破裂した。その結果、ランバルディが制作した巨大キングコングは劇中の1分に満たない場面でしか使用されず、ほとんどの撮影ではリック・ベイカーが制作した着ぐるみスーツが使用され、ベイカー自身が着ぐるみを着てスタントを演じた。ベイカーとランバルディの共同作業がスムーズに進んだのは、機械仕掛けのコングマスクだけだった。表情のパターンに合わせて５種類のコング・マスクが製作され、3種類をベイカーが、2種類をランバルディが造形、機械でマスクを動かすアニマトロニクス効果は全てランバルディが担当した。この特撮に関しては、ベイカーのデザインしたマスクとランバルディのケーブルワークが調和し、コングの顔に幅広い表情を与えることに成功した。
リック・ベイカーの功績の大きさにも関わらず、本作におけるアカデミー賞のアカデミー特別業績賞はベイカーを除外してランバルディに授与された。これはプロデューサーのデ・ラウレンティスが宣伝のためにランバルディが制作した巨大コングを呼び物にしたため、着ぐるみスーツとマスクを制作したベイカーの功績が隠匿されたことに起因していた。これに対してリック・ベイカーからの抗議が出たことで実情が発覚。物議を醸したがベイカーへのアカデミー賞授与は認められず、特撮技師のジム・ダンフォースが抗議のためにアカデミー協会を脱退する騒ぎとなった。

### 1970～80年代、ハリウッド時代
『キングコング』以降ランバルディはハリウッドに留まり、スティーヴン・スピルバーグ監督の『未知との遭遇』（1977）の特殊効果を手がける。また、リドリー・スコット監督の『エイリアン』（1979）ではH・R・ギーガーがデザインしたクリーチャーの造形を担当し、アカデミー視覚効果賞を受賞。
その後もアメリカに定住し、オリヴァー・ストーン監督の『キラーハンド』（1981）の特撮や、アンジェイ・ズラウスキー監督の『ポゼッション』（1981）でのクリーチャー作成を手がける。
スピルバーグと再び組んだ『E.T.』（1982）でもE.T.の造形を手がけて二度目のアカデミー視覚効果賞を手にした。
ディノ・デ・ラウレンティス製作、デイヴィッド・リンチ監督の『デューン/砂の惑星』（1984）の特殊効果にも参加し、ギルドのナビゲーターなどの造形を手がける。しかし巨大なサンドワームの造形が期日までに制作できなかったことから、イタリア人特殊メイクアーティストのジャンネット・デ・ロッシがランバルディに代わって3日で制作した。ランバルディはデ・ロッシを逆恨みしたと伝えられ、以降ランバルディ自身のキャリアも下降線をたどったとされる。
息子のヴィットリオ・ランバルディの監督デビュー作『ザンゴリラ』（1988）で特殊効果を担当した後、角川春樹が監督した日本映画『REX 恐竜物語』（1993）で恐竜のデザイン、造形、アニマトロニクスを手がけた。
息子ヴィットリオの監督作品『DECOY 密猟地帯』（1995）をプロデュースした後は映画界から引退する。引退の原因として本人はコンピュータグラフィックスの普及を示唆している。CGによる特殊効果が一般的になったことに関してランバルディは「コンピューターを持っている子供なら誰でも、今日の映画で見られる特殊効果を再現できる。謎は消えた。観客が特殊効果を見たときにかつて感じていた好奇心は消えてしまった。まるでマジシャンがすべてのトリックを明かしてしまったかのようだ」「スピルバーグが最新の技術を使って今日『E.T.』を撮影したとしても、ヒットするかどうかはわからない。現在の技術では、例えばE.T.の目の優しい表情を再現することはできないだろう」と批判的な見解を述べていた。

### 晩年
2001年にイタリアに帰国。最後の仕事として、2007年にアレーナ・ディ・ヴェローナで上演されたマルコ・フリジーナ作曲のミュージカル『神曲』La divina commediaのクリーチャーやマスクの制作を、セルジオ・スティヴァレッティと共同で行った。
2012年8月10日にカラブリア州ラメーツィア・テルメで亡くなった。

## 主な作品
| 公開年 | 作品名                                                   | 原題                                                                 |
| ------ | -------------------------------------------------------- | -------------------------------------------------------------------- |
| 1957年 | 『ジークフリード』                                       | Sigfrido                                                             |
| 1960年 | 『勇者テシアス』                                         | Teseo contro il Minotauro                                            |
| 1963年 | 『続・世界残酷物語』                                     | Mondo cane n°2                                                       |
| 1963年 | 『豪勇ペルシウス大反撃』                                 | Perseo l'invincibile                                                 |
| 1963年 | 『クレオパトラ』                                         | Cleopatra                                                            |
| 1963年 | 『ピンクの豹』                                           | The Pink Panther                                                     |
| 1965年 | 『魂のジュリエッタ』                                     | Giulietta degli spiriti                                              |
| 1965年 | 『バンパイアの惑星（恐怖の怪奇惑星）』                   | Terrore nello spazio                                                 |
| 1965年 | 『惨殺の古城』                                           | Il boia scarlatto                                                    |
| 1966年 | 『天地創造』                                             | The Bible: In the Begining...                                        |
| 1966年 | 『唇からナイフ』                                         | Modesty Blaise                                                       |
| 1966年 | 『さらばアフリカ』                                       | Africa addio                                                         |
| 1967年 | 『続・黄金の七人 レインボー作戦』                        | Il grande colpo dei 7 uomini d'oro                                   |
| 1967年 | 『残虐の掟』                                             | L'avventuriero                                                       |
| 1968年 | 『バーバレラ』                                           | Barbarella                                                           |
| 1968年 | 『キャンディ』                                           | Candy                                                                |
| 1968年 | 『黄金の眼』                                             | Diabolik                                                             |
| 1969年 | 『狼の挽歌』                                             | Città violenta                                                       |
| 1969年 | 『荒野の大活劇』                                         | Vivi o preferibilmente morti                                         |
| 1969年 | 『男女残酷物語/サソリ決戦』                              | Femina ridens                                                        |
| 1970年 | 『女にしっぽがあったころ』                               | Quando le donne avevano la coda                                      |
| 1971年 | 『血みどろの入江』                                       | Reazione a catena (Ecologia del delitto)                             |
| 1971年 | 『4匹の蝿』                                              | 4 mosche di velluto grigio                                           |
| 1971年 | 『幻想殺人』                                             | Una lucertola con la pelle di donna                                  |
| 1972年 | 『マッキラー』                                           | Non si sevizia un paperino                                           |
| 1972年 | 『処刑男爵』                                             | Gli orrori del castello di Norimberga                                |
| 1972年 | 『青ひげ』                                               | Barbablù                                                             |
| 1972年 | 『悪魔の微笑み』                                         | La notte dei diavoli                                                 |
| 1972年 | 『ヨーロッパのある都市の警察のシークレットファイルより』 | Estratto dagli archivi segreti della polizia di una capitale europea |
| 1972年 | 『レオナルド・ダ・ビンチの生涯』                         | La vita di Leonardo da Vinci                                         |
| 1972年 | 『尼僧院連続殺人/天井裏・のぞき穴の秘密』                | L'arma l'ora il movente                                              |
| 1972年 | 『フランケンシュタイン80』                               | Frankenstein 80                                                      |
| 1972年 | 『ルートヴィヒ』                                         | Ludwig                                                               |
| 1973   | 『最後の晩餐』                                           | La grande bouffe                                                     |
| 1973   | 『悪魔のはらわた』                                       | Il mostro in tavola... barone Frankstein                             |
| 1973   | 『ピノッキオの冒険』                                     | Le avventure di Pinocchio                                            |
| 1973   | 『カンタベリー物語』                                     | I racconti di Canterbury                                             |
| 1973   | Pane e cioccolata                                        | （日本未公開）                                                       |
| 1974年 | 『アラビアンナイト』                                     | Il fiore delle Mille e una notte                                     |
| 1974年 | 『処女の生血』                                           | Dracula cerca sangue di vergine e... morì di sete!!!                 |
| 1974年 | 『レディ・イポリタの恋人/夢魔』                          | L'anticristo                                                         |
| 1974年 | 『グレートハンティング』                                 | Le ultime grida dalla sabana <<La grande caccia>>                    |
| 1974年 | ″La polizia chiede aiuto″                                | （日本未公開）                                                       |
| 1975年 | 『サスペリアPART2』                                      | Profondo rosso                                                       |
| 1975年 | 『危険なめぐり逢い』                                     | Baby Sitter (Un maledetto pasticcio)                                 |
| 1975年 | 『男爵、聖女、イチジクのマズルカ』                       | La mazurka del barone, della santa e del fico fiorone                |
| 1975年 | 『バージンエクソシスト/甦る悪魔のエクスタシー』          | L'ossessa                                                            |
| 1976   | 『サロン・キティ』                                       | Salon Kitty                                                          |
| 1976   | 『キングコング』                                         | King Kong                                                            |
| 1976   | 『最後の女』                                             | La dernière femme                                                    |
| 1977年 | 『未知との遭遇』                                         | Close Encounters of the Third Kind                                   |
| 1979年 | 『吸血こうもり/ナイトウィング』                          | Nightwing                                                            |
| 1979年 | 『エイリアン』                                           | Alien                                                                |
| 1981年 | 『ポゼッション』                                         | Possession                                                           |
| 1982年 | 『E.T.』                                                 | E.T. The Extra-Terrestrial                                           |
| 1984年 | 『デューン/砂の惑星』                                    | Dune                                                                 |
| 1984年 | 『キング・オブ・デストロイヤー/コナンPART2』             | Conan the Destroyer                                                  |
| 1984年 | 『ネバーエンディング・ストーリー』                       | Die unendliche Geschichte                                            |
| 1986年 | 『死霊の牙』                                             | Silver Bullet                                                        |
| 1986年 | 『キングコング2』                                        | King King Lives                                                      |
| 1988年 | 『キャメロン』                                           | Cameron's Closet                                                     |
| 1989年 | 『ザンゴリラ』                                           | Rage - Furia primitiva                                               |
| 1993年 | 『REX 恐竜物語』                                         |                                                                      |